# 소련 인민대표대회

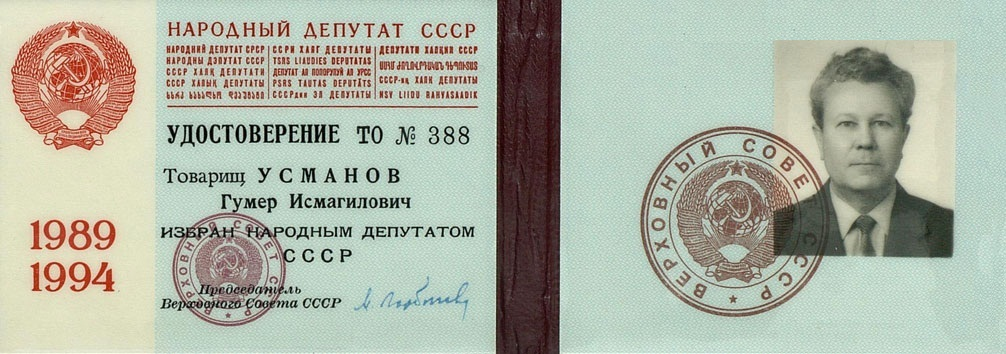
1989년, 소비에트 연방 인민대표대회의 의원 증명 카드

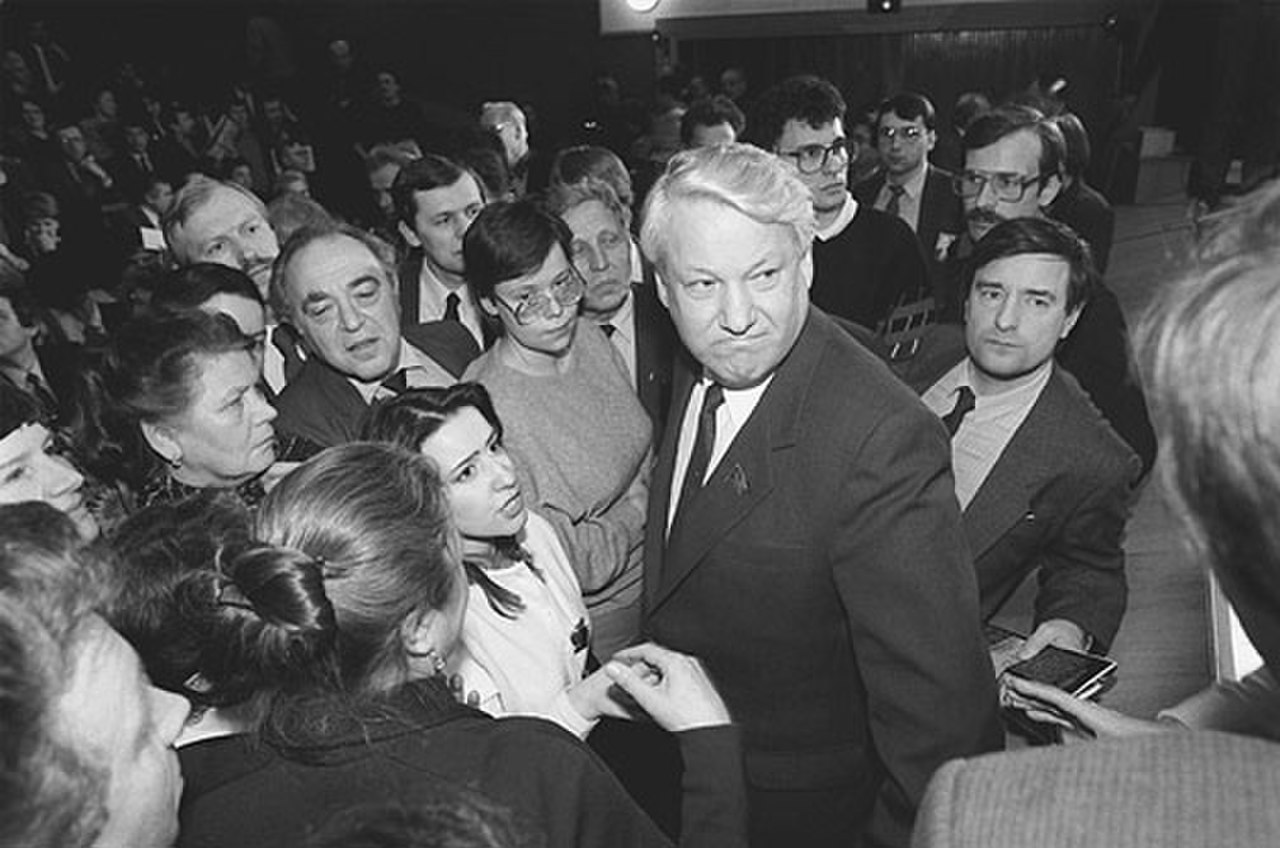
1989년 2월 1일, 선거 운동을 하고 있는 보리스 옐친

소련 인민대표대회(러시아어:  Съезд народных депутатов СССР)는 1989년에서부터 1991년까지 존재했던 소비에트 연방의 입법부이자 의회이다. 소비에트 연방 최고 회의에서 계승되었다. 연방회의, 민족회의, 공공 조직 대표 의석을 각각 750석을 배분하여 총 2,250석의 의석수가 존재하였다.

## 같이 보기
- 소련 최고 소비에트
- 국가두마
- 전국인민대표대회